# Jan Olrych Szaniecki

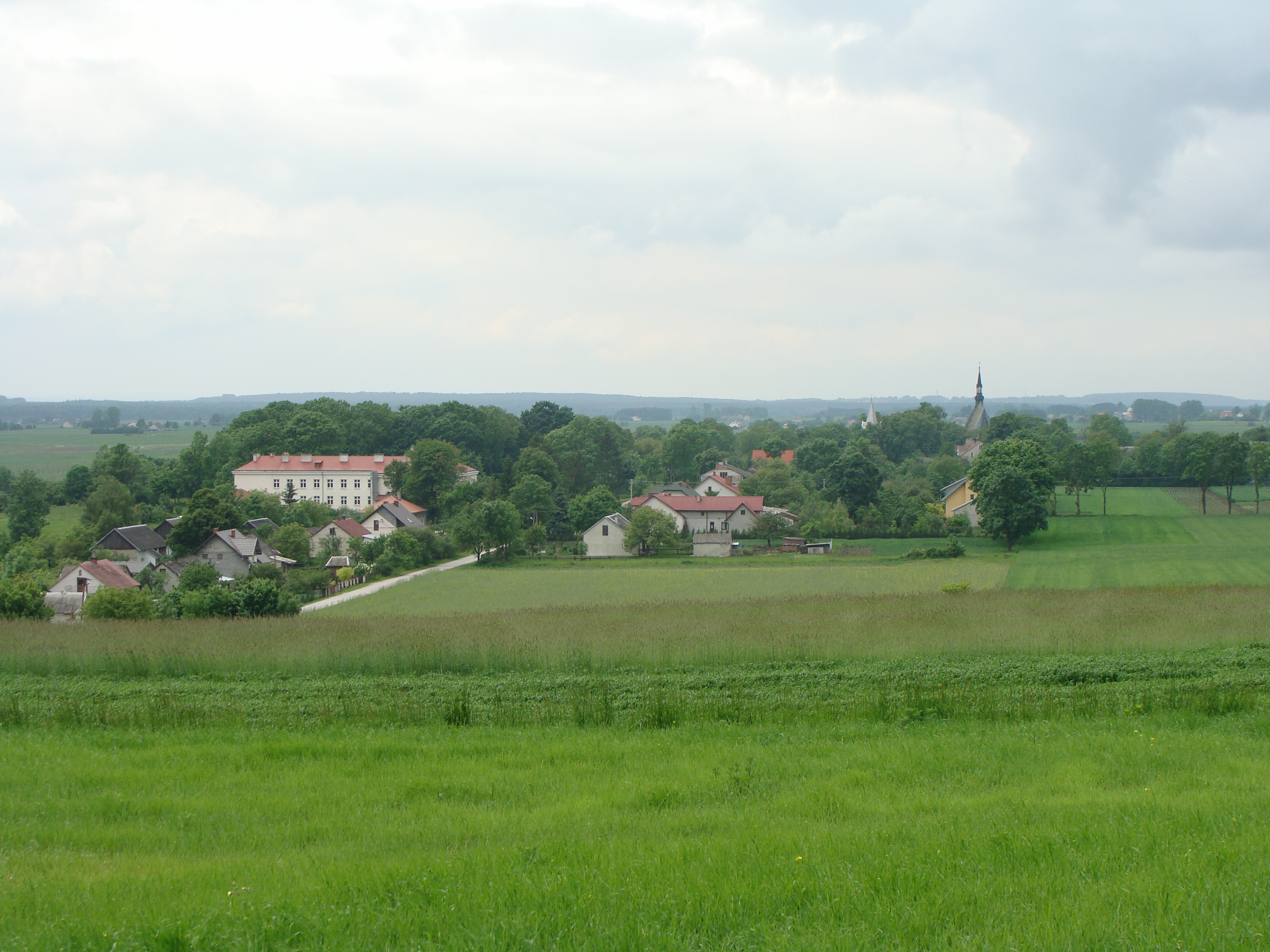
Szaniec - nazwa miejscowości od której adwokat Jan Olrych, dziedzic dóbr Szaniec, przyjął nazwisko Szaniecki

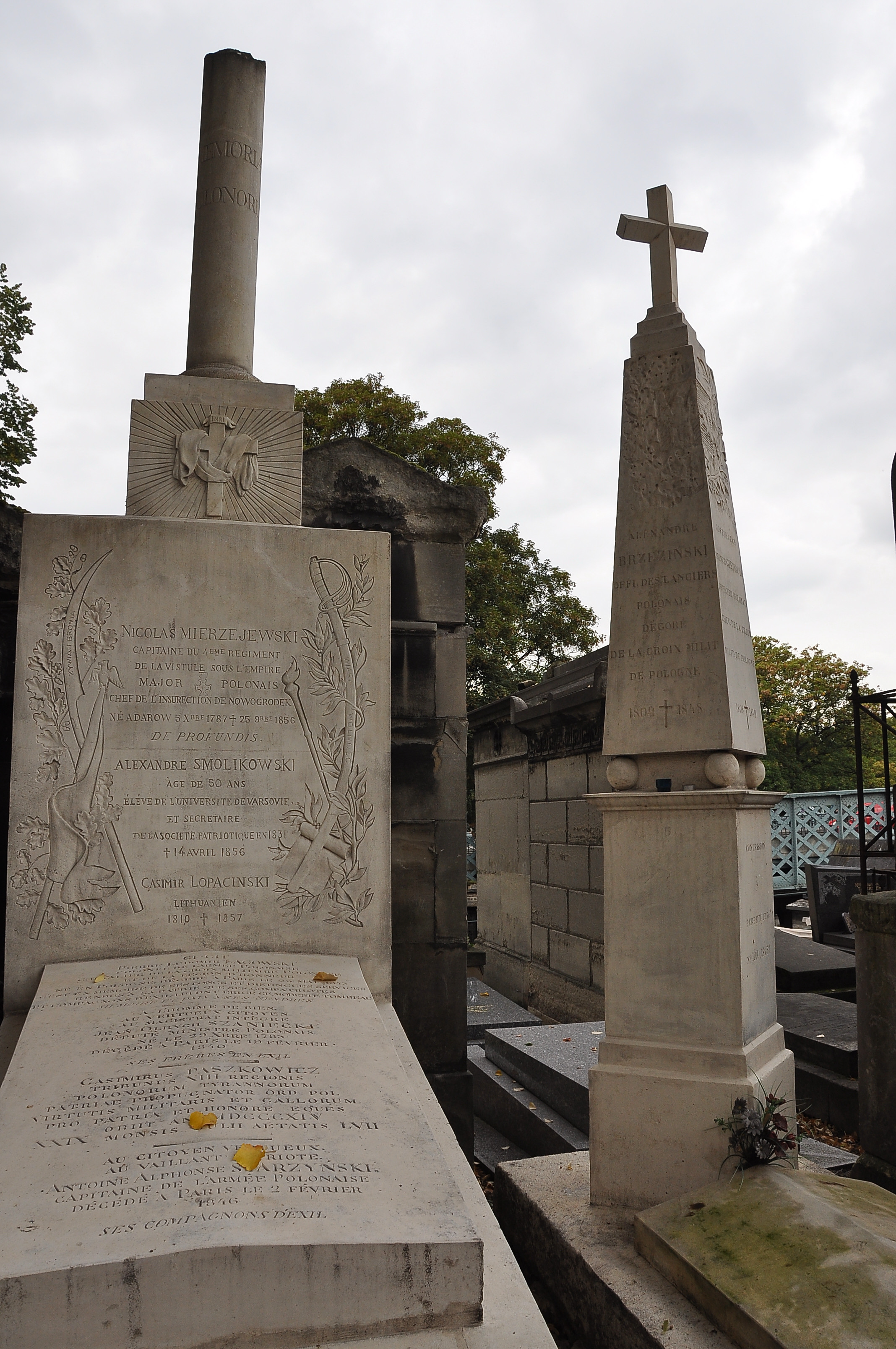
Grób na cmentarzu Montmartre (po lewej stronie)

Jan Olrych Szaniecki (ur. 16 grudnia 1783 w Plewiskach, zm. 19 lutego 1840 w Paryżu) – polski adwokat i działacz polityczny, deputowany na  sejm 1830–1831 roku z okręgu gminnego powiatu miechowskiego, minister sprawiedliwości w Rządzie Narodowym Królestwa Polskiego, twórca „Towarzystwa polepszenia bytu włościan”, autor „Pamiętników”.

## Życiorys

### Młodość
Urodził się w rodzinie wielkopolskiego mieszczanina Wojciecha de Olrych i Franciszki Szmit. Wcześnie osieroconym chłopcem zaopiekowali się krewni w Poznaniu. W 1805 ukończył szkołę średnią w Poznaniu i został powołany do wojska, służąc jako kanonier w korpusie artylerii stacjonującym w Warszawie. Po zakończeniu służby wojskowej w 1806, w Sądzie Apelacyjnym w Warszawie odbył aplikację sądową i w 1808 rozpoczął pracę w wymiarze sprawiedliwości Księstwa Warszawskiego. Będąc świetnie zapowiadającym się prawnikiem, otrzymał nominację na sekretarza prokuratora generalnego Księstwa. W rok później uzyskał samodzielne stanowisko podprokuratora Trybunału Cywilnego w Poznaniu. Po pewnym czasie powraca do Warszawy, gdzie awansuje i przez krótki czas pełni funkcję zastępcy prokuratora generalnego przy stołecznym Sądzie Apelacyjnym. Pod koniec 1810 został wpisany na listę adwokatów przy tym sądzie i w krótkim czasie – jak sam wspomina w swoim „Pamiętniku” (1912) – zyskuje znaczne uznanie.
Sławę i nobilitację przynosi młodemu prawnikowi obrona w największym w historii Polski procesie o latyfundia ziemiańskie, procesie o ordynację Myszkowskich i Wielopolskich. Właśnie Olrychowi powierza obsługę prawną i reorganizację zadłużonej ordynacji jej jedenasty  ordynat, Józef Jan Nepomucen hr. Wielopolski, sędzia Sądu Apelacyjnego w Warszawie. Przygotowany przez Olrycha projekt zakładał sprzedaż znacznej części majątków. W kwietniu 1813 zawarto odpowiednią ugodę.
Korzystając z okazji Jan Olrych osobiście nabył znaczną część ogromnie zadłużonych majątków, w tym Pińczów. Część zakupionej przez niego Ordynacji Myszkowskich składała się z 4 kluczy: I.Klucz Pińczowski, II.Klucz Szaniecki, III.Klucz Michałowski i IV.Klucz Małoxięski. W skład każdego z kluczy wchodziło po kilka wsi i folwarków. Dzięki nabyciu tych dóbr uzyskał nobilitację a od nazwy majątku Szaniec zmienił nazwisko na Szaniecki na mocy dekretu królewskiego z 20 sierpnia 1813 roku. Był radcą rady wojewódzkiej województwa krakowskiego z powiatu szydłowskiego w 1819 roku.

### Walka o poprawę bytu chłopów
Będąc demokratą, chłopomanem, liberałem i jakobinem został deputowanym ze Stopnicy do Sejmu. W 1825 r. został wybrany na przewodniczącego sejmowej komisji ds. cywilnych i kryminalnych. Głównym przedmiotem jego działania w parlamencie była kwestia włościańska. Jan Olrych Szaniecki zdecydowanie opowiadał się za uwłaszczeniem chłopów. Wspólnie z posłem Stanisławem Barzykowskim sprzeciwiał się uniemożliwieniu wykupu czynszów i dzierżaw. Sam już przed 1825 r. zniósł w swych majątkach pańszczyznę, zastępując ją czynszami i jako pierwszy nadał swym chłopom nazwiska. Na łamach „Dziennika Powszechnego Krajowego” i „Nowej Polski” wzywał do tego innych ziemian. W 1830 r. poruszył w sejmie sprawę uregulowania kwestii chłopskiej. Projekt dotyczył zniesienia pańszczyzny, nadania włościanom własności gruntu i założenia szkół wiejskich. Poruszony temat wywołał tumult w sejmie. Na forum sejmowym występował też w sprawie formy zawierania małżeństw i dopuszczalności rozwodów, będąc w tym względzie zwolennikiem rozwiązań francuskich zawartych w Kodeksie Napoleona. Sprawę stosunków między dworem a wsią widział następująco:

Ziemia narodu wolnego niewolniczemi rękami uprawiana być nie powinna. Polityka włościan pochodzi z winy dworu, że onym szlachetniejszych pobudek do żądania zapomożeń nie zostawia i do niegodnego zmusza podstępu. Dobro włościanina jest dobrem dworu. Polega ono na dobrowolnych, chętnych i przyjaznych wzajemnych stosunkach, a nie na przymusie.

### Udział w powstaniu listopadowym
W okresie Powstania listopadowego Szaniecki rozwinął w Izbie Poselskiej niezwykle żywą i zdecydowaną działalność. 6 stycznia 1831 w „Dzienniku Powszechnym Krajowym” opublikował artykuł „O celach i środkach rewolucji”. Przemawiając w sejmie za ustawą o uwłaszczeniu chłopów, mówił: 

Odznaczmy sejm nasz teraźniejszy uchwałą niszczącą ostatni zabytek feudalizmu – pańszczyznę. Uchwała ta postawi Polskę na stopniu odpowiednim cywilizacji europejskiej, na stopniu szczęścia i swobód prawdziwej wolności. (...) Milion rąk podniesiemy ku obronie tej ziemi (....

W trakcie obrad sejmowych Szaniecki zwalczał margrabiego Wielopolskiego, bezskutecznie sprzeciwiając się wybraniu go na posła.
W lutym 1831, gdy część posłów i senatorów opuszczała Warszawę, on pozostał w stolicy. Był aktywnym przeciwnikiem jakiegokolwiek porozumienia z carem Mikołajem I, sprzeciwiał się rozmowom kapitulacyjnym, wniósł też projekt ustawy o powołaniu pospolitego ruszenia. 8 września 1831, w dzień po kapitulacji gen. Jana Krukowieckiego, objął w ostatnim rządzie powstańczym tekę ministra sprawiedliwości. Tydzień później w Zakroczymiu wraz z Joachimem Lelewelem i Walentym Zwierkowskim opracował odezwę do ludów Europy – manifest do dalszej działalności powstańczo-rewolucyjnej. 

### Konfiskata mienia i emigracja
Granice Królestwa Polskiego opuścił razem z ostatnimi oddziałami wojskowymi. Władze carskie skazały go zaocznie na śmierć a jego majątek został skonfiskowany. W skład tego majątku wchodziły dobra ziemskie: Pińczów, Książ Mały, Szaniec, Młyny, Pomyków, Skrzypiów, Brzeście, Włochy, Pasturka, Marcinkowice, Trzonów, Boczkowice, Zakrzów i Michałów.
Po upadku powstania Jan Olrych Szaniecki wyjechał do Prus, gdzie przebywał m.in. w Słupsku, Sopocie, Oliwie i na Śląsku. Gdy nie dostał zezwolenia na stały pobyt w Prusach, wyjechał do Francji. Był członkiem sejmu powstańczego na emigracji. W 1835 Osiadł w Paryżu. Współpracował tam m.in. z Joachimem Lelewelem, Leonardem Chodźko i Adamem Chłędowskim. Wydawał czasopismo „Polska” i współpracował z „Demokratą Polskim”. Przez kilka lat pełnił funkcję prezesa Komisji Funduszów Emigracji Polskiej. Także prywatnie udzielał pomocy niezamożnym emigrantom polskim. Za aktywność polityczną i radykalizm rząd francuski rozważał wydalenie Szanieckiego z kraju.
W 1834 roku skazany przez władze rosyjskie na ścięcie za udział w powstaniu listopadowym.
Ten wybitny adwokat i patriota, zmarł w Paryżu na chorobę płuc 19 lutego 1840. Pochowany jest na Cmentarzu Montmartre w Paryżu.
Na nagrobku umieszczono napis: A l homme du bien Au verteux citoyen Au magistrat integre JEAN OLRYCH SZANIECKI Depute Ministre Polonais ne le 29 X-bre 1783 Decede a Paris le 19 fevrier 1840 Ses freres en exil.

## Upamiętnienie
Imię Jana Olrycha Szanieckiego nosi:
- Zespół Placówek Oświatowych w Szańcu (od 2013 roku)[25],
- Miejska i Gminna Biblioteka Publiczna w Pińczowie[26],
- ulica na osiedlu Sępolno we Wrocławiu[27]